# Broomisaurus
Broomisaurus es un género extinto de terápsidos gorgonópsidos que existió durante el Pérmico Superior (Wuchiapingiense). Fue descrito por Broom en 1913 y contiene dos especies : B. planiceps y B. rubidgei. Tenía el hocico alargado y ancho, el cráneo medía 21 cm y posiblemente medía 1,1 m.